# Cornelia Boonstra-van der Bijl
Cornelia Boonstra-van der Bijl (Herwijnen, 6 oktober 1910 – Arnhem, 15 mei 2021) was sinds het overlijden van de 114-jarige Anne Brasz-Later op 2 september 2020 de oudste inwoner van Nederland.
Haar vader Arie van der Bijl was bakker en haar moeder Ditta van der Bijl-Exalto verkocht in de winkel brood en kruidenierswaren. Met haar echtgenoot, met wie ze een apotheek in Arnhem bestierde en die in 1963 overleed, kreeg Boonstra-van der Bijl zes kinderen.
Boonstra-van der Bijl overleed op 110-jarige leeftijd in verpleeghuis Vreedenhoff in Arnhem.